# Catalisi omogenea
La catalisi è detta omogenea se i reagenti si trovano nella stessa fase del catalizzatore.

## Meccanismo di reazione
Quando la catalisi omogenea ha luogo, il catalizzatore reagisce con parte dei reagenti formando delle specie instabili (i complessi attivati) che reagiscono a loro volta con l'altra parte dei reagenti, tornando stabili e permettendo così la formazione dei prodotti. Ognuno dei passaggi intermedi sopra citati ha un'energia di attivazione più bassa rispetto a quella del procedimento non catalizzato: proprio per questo motivo si ha un aumento della velocità di reazione rispetto al processo non catalizzato.

## Differenze rispetto alla catalisi eterogenea

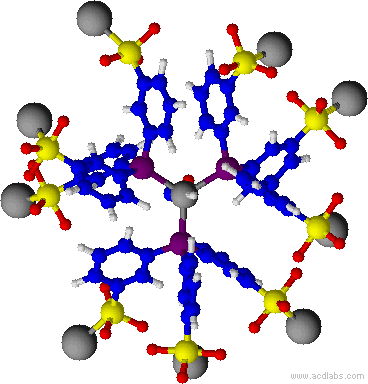
Catalizzatore al rodio con legati 9 gruppi di trifenilfosfina solfonata e un carbonile (che si intravede dietro l'atomo di rodio centrale)

Nella catalisi omogenea il catalizzatore è disciolto nell'ambiente di reazione, per cui la separazione del catalizzatore dai prodotti è più difficoltosa e costosa rispetto al caso della catalisi eterogenea (dove il catalizzatore può essere recuperato per semplice separazione fluido-solido).
Inoltre nel caso della catalisi omogenea il sito catalitico è completamente esposto all'azione dei reagenti, per cui si ha un'attività catalitica maggiore e una minore selettività. Per aumentare la selettività ai catalizzatori omogenei vengono dunque aggiunti dei leganti, che sono dei gruppi funzionali dotati di elevato ingombro sterico, i quali riducono la possibilità di attacco del sito attivo da parte dei prodotti.
Oltre ai leganti in un catalizzatore omogeneo sono in genere presenti altri gruppi funzionali, detti ligandi, i quali partecipano al meccanismo di reazione in veste di reagenti.
Ad esempio, nel processo di oxosintesi si utilizza catalizzatore al rodio con legati gruppi carbonilici (nel ruolo di ligandi) e gruppi trifenilfosfinici (nel ruolo di leganti). Durante il meccanismo di reazione, il catalizzatore al rodio scambia i gruppi carbonilici con le specie reagenti e i prodotti, mentre i gruppi trifenilfosfinici restano sempre legati all'atomo rodio.
Un catalizzatore omogeneo che non sia provvisto di leganti viene detto catalizzatore nudo.